# Kanton Chauny
Kanton Chauny (fr. Canton de Chauny) je francouzský kanton v departementu Aisne v regionu Hauts-de-France. Tvoří ho 21 obcí. Před reformou kantonů 2014 ho tvořilo 21 obcí.

## Obce kantonu
od roku 2015:
| - Abbécourt - Amigny-Rouy - Autreville - Beaumont-en-Beine - Béthancourt-en-Vaux - Caillouël-Crépigny - Caumont - Chauny - Commenchon - Condren - Frières-Faillouël | - Guivry - Marest-Dampcourt - Neuflieux - La Neuville-en-Beine - Ognes - Pierremande - Sinceny - Ugny-le-Gay - Villequier-Aumont - Viry-Noureuil |

před rokem 2015:
| - Abbécourt - Amigny-Rouy - Autreville - Beaumont-en-Beine - Béthancourt-en-Vaux - Caillouël-Crépigny - Caumont - Chauny - Commenchon - Condren | - Frières-Faillouël - Guivry - Marest-Dampcourt - Neuflieux - La Neuville-en-Beine - Ognes - Sinceny - Ugny-le-Gay - Villequier-Aumont - Viry-Noureuil |